# اومرتا
اومرتا (به ایتالیایی: Omertà) رفتاری محبوب و از اصول اخلاق و افتخار در مناطق جنوبی ایتالیا مثل سیسیل و آپولیا و کالابریاست، جایی که تشکیلات جنایی مثل مافیا، 'Ndrangheta, Sacra Corona Unita (تاج مقدس متحد) و کامورا قوی هستند. همچنین در محله‌های ایتالیایی-آمریکایی و مناطق دیگری در کشورهای دیگر که جنایت کارهای ایتالیایی به آن‌ها دسترسی دارند (مثل آلمان و کانادا و استرالیا) هم در اندازه‌های پایین‌تر وجود دارد… یک تعریف رایج از آن هم «قانون سکوت» هست.
اومرتا این مفهوم رو دربردارد: «ممنوعیت طبقه‌بندی شده همکاری با مأموران و سازمان‌های دولتی یا تکیه بر خدمات آن‌ها، حتی وقتی که فرد خودش قربانی جنایتی شده باشد». حتی اگر کسی به گناهی محکوم شده که آن را انجام نداده، باید محکومیتش را بدون اینکه دربارهٔ مجرم اطلاعاتی به پلیس بدهد بگذراند، حتی اگر آن مجرم خودش هیچ ارتباطی با مافیا نداشته باشد. در فرهنگ مافیا شکستن قانون اومرتا مجازات مرگ در پی دارد.
این قانون خیلی قبل از تشکیل شدن تشکیلات Cosa Nostra (مافیا) توسط سیسیلی‌ها ایجاد است (عده ای بر این باورند که  این قانون در قرن شانزدهم برای مخالفت با حکمرانی اسپانیایی‌ها ایجاد شده است). این قانون همچنین ریشه‌های خیلی عمیقی در روستاهای Crete یونان دارد.

## سرچشمه
منشأ این کلمه توسط OED (Oxford English Dictionary) به کلمه اسپانیایی «hombredad» ردیابی شده که به معنی مردانگی و جوانمردی است، که بعد از اصلاح شدن به کلمه سیسیلی «omu» تبدیل شده است . بر اساس یک نظریه دیگر، از کلمه لاتین «humilitas» به معنای فروتنی و تواضع مشتق شده است که بعداً تبدیل به «umirta» شده و در نهایت هم در بعضی گویش‌های ایتالیایی به اومرتا رسیده است.
«کفتر رو نیمکت» یا Cascittuni بودن (اصطلاحی که برای جاسوس‌ها به کار می‌رود) در مافیا بدترین و ننگ‌ترین شکی است که می تواند به کسی اطلاق شود. هر شخص وظیفه دارد که از منافع شخصی خود محفاظت کند تا به هیچ وجه به مراجعه به پلیس نیازی نداشته باشد. کسی هم که چیزی از دست داده این اجازه رو داره که انتقامشو بگیره یا کسی رو پیدا کنه تا اینکارو براش انجام بده.
در دید پلیس هم اومرتا یکی از شدیدترین انواع وفاداری و انسجام در مافیاست. یکی از اصول اصلی اومرتا اینه که خیلی خیلی تحقیرکننده و پسته که حتی بخوای به مرگ بارترین دشمنت با پیش پلیس رفتن خیانت کنی. کسانی که امور مافیارو مشاهده و تحلیل می‌کنن بحث دارن که آیا این اصل یک توافق جمعی در بین جامعه مافیاست یا فقط از روی ترس خالصه. این منظور مختصراً در یک ضرب‌المثل مافیایی بیان شده. Cu è surdu, orbu e taci, campa cent'anni 'mpac (کسی که کر و کور و ساکت باشد صدسال در صلح زندگی می‌کند).
در سال ۱۹۶۳ یکی از اعضای معروف مافیا جو والاچی قانون اومرتا را شکست و در کنگره آمریکا دربارهٔ وجود مافیا شهادت داد. در سیسیل pentito (یعنی کسی که توبه کرد) به کسی می‌گویند که قانون اومرتا را بشکند.
از معروف‌ترین پنتیتوهای مافیا تومازو بوشتا هست، اولین شاهد ایالتی مهمی که به قاضی‌ها کمک کرد عملیات درونی مافیا رو درک کنن. شخص دیگر هم لئوناردو ویتاله کسی بود که خود را در سال ۱۹۷۳ تسلیم پلیس کرد و رای به «بیماری روانی» او دادند و نتیجه شهادتش فقط محکومیت خودش و عموش بود).

## تعریف‌های دیگر
یک تعریف ساده شده دیگه از اومرتا اینه که: «هرکسی که علیه شخص دیگری به قانون مراجعه کند یا یک احمق است یا یک بزدل. کسی که نمی‌تواند بدون پلیس از خودش حمایت کند هر دو است. خیانت کردن به شخصی که عدالت را رعایت نکرده، حتی اگر آن عمل علیه خود شما بوده، در همان حد بزدلانه است، که یک مصدومیت را با خشونت جواب ندادن بزدلانه است. این که یک شخص زخمی به نام ضارب خود خیانت کند بسیار نامردانه و پست است چون اگر آن شخص بهبود یابد شخص ضارب باید به‌طور خودبه‌خودی انتظار انتقام را داشته باشد»